# Caspar Siegismund Marschall von Bieberstein
Caspar Siegismund Marschall von Bieberstein († 2. Juni 1745) war ein königlich-polnischer und kurfürstlich-sächsischer Kammerjunker, Oberaufseher bei den Wiltzsch- und Muldenflößen sowie Kreiskommissar des Erzgebirgischen Kreises und Erb-, Lehn- und Gerichtsherr auf Niedermosel und Leubnitz.

## Leben
Er stammte aus der Adelsfamilie Marschall von Bieberstein. 1744 kaufte er von Georg Friedrich von der Mosel dessen Rittergut Niedermosel, an dem er sich allerdings nur kurz erfreuen konnte. Es fiel 1745 an seine Ehefrau Juliana Christina geb. von Birckholtz (* 1721 in Kümmritz; † 1781 in Dresden) und deren einziges Kind Auguste Sophie Christiane Marschall von Bieberstein.